# 雷克靈峰
76°16′S 159°15′E / 76.267°S 159.250°E
雷克靈峰（英語：Reckling Peak）是南極洲的山峰，位於奧次地，海拔高度2,010米，美國地質調查局根據測量和美國海軍拍攝的空中照片繪入地圖，現時由南極條約體系管理。